# Cataphrodisium rubripenne
Cataphrodisium rubripenne là một loài bọ cánh cứng trong họ Cerambycidae.